# La Carlota, Spanien
La Carlota är en ort i Spanien.   Den ligger i provinsen Province of Córdoba och regionen Andalusien, i den södra delen av landet, 300 km söder om huvudstaden Madrid. La Carlota ligger 213 meter över havet och antalet invånare är 13 182.
Terrängen runt La Carlota är platt. Runt La Carlota är det ganska glesbefolkat, med 38 invånare per kvadratkilometer. Närmaste större samhälle är Écija, 19,7 km sydväst om La Carlota. Trakten runt La Carlota består till största delen av jordbruksmark.